# ژرالدین پلاس
 ژرالدین پلاس (فرانسوی: Géraldine Pailhas‎؛ زادهٔ ۸ ژانویهٔ ۱۹۷۱) یک هنرپیشه اهل فرانسه است.

## فیلم‌شناسی
از فیلم‌ها یا برنامه‌های تلویزیونی که وی در آنها نقش داشته‌است می‌توان به دون خوان دی‌مارکو، جنگجویان آسمان، جوان و زیبا اشاره کرد.